# Aérodrome de Rurutu
 (avril 2025).
L'aérodrome de Rurutu est situé sur l'île de Rurutu dans l'archipel des Australes en Polynésie française, à proximité du village de Moerai. Il est relié à Tahiti et aux autres îles de l'archipel des Australes. Rurutu est desservi par Air Tahiti, à raison de 4 à 7 vols par semaine.

## Compagnies et destinations
| Compagnies | Destinations                             |
| ---------- | ---------------------------------------- |
| Air Tahiti | Tahiti-Faaa, Rimatara, Raivavae, Tubuai. |

## Situation
| Nengo-Nengo Marutea-Sud Nukutepipi Ahe Anaa Apataki Arutua Hiva Oa Bora-Bora Tahiti-Fa'a'ā Faaite Fakarava Fangatau Hao Fakahina Hikueru Huahine Kaukura Katiu Kauehi Makemo Manihi Mataiva Maupiti Moorea Napuka Niau Nuku Hiva Nukutavake Puka-Puka Pukarua Raiatea Raivavae Rangiroa Raroia Reao Rimatara Rurutu Takapoto Takaroa Takume Tatakoto Tikehau Totegegie Tubuai Tureia Ua Huka Ua Pou Vahitahi |

## Données
Pour des raisons techniques, il est temporairement impossible d'afficher le graphique qui aurait dû être présenté ici.

Voir la requête brute et les sources sur Wikidata.